# 萨姆·威洛比
萨姆·威洛比（英語：Sam Willoughby，1991年8月15日—），澳大利亚男子自行车运动员。他曾代表澳大利亚参加2012年和2016年夏季奥林匹克运动会自行车比赛，其中2012年奥运会获得一枚银牌。